# Луиза фон Бранденбург-Швет
Луиза Хенриета Вилхелмина фон Бранденбург-Швет (на немски: Luise Henriette Wilhelmine von Brandenburg-Schwedt; * 24 септември 1750, Щолценберг, днес Розанки/Полша; † 21 декември 1811, Десау) е принцеса от Бранденбург-Швет от фамилията Хоенцолерн и чрез женитба княгиня и по-късно херцогиня на Анхалт-Десау.

## Произход и брак
Тя е дъщеря на маркграф Фридрих Хайнрих фон Бранденбург-Швет (1709 – 1788) и принцеса Леополдина Мария фон Анхалт-Десау (1716 – 1782), дъщеря на принц Леополд I фон Анхалт-Десау.
Луиза се омъжва на 25 юли 1767 г. в Берлин-Шарлотенбург за братовчед си Леополд III фон Анхалт-Десау (1740 – 1817) от род Аскани. Тя умира на 21 декември 1811 г. на 61 години.

## Деца
Луиза и Леополд III имат децата:
- дъщеря (*/† 11 февруари 1768)
- Фридрих (* 27 декември 1769, † 27 май 1814), принц фон Анхалт-Десау, ∞ 1792 г. за принцеса Амалия фон Хесен-Хомбург (1774 – 1846)